# Polskie zoo
Polskie zoo – polski program satyryczny autorstwa Marcina Wolskiego, współredagowany przez Jerzego Kryszaka i Andrzeja Zaorskiego, emitowany w I programie Telewizji Polskiej od 21 września 1991 r. do 25 czerwca 1994 r.
W programie bohaterami były kukiełki zwierząt, reprezentujące najpopularniejszych polskich (i nie tylko) polityków.

## Politycy i odpowiadające im postacie zwierzęce wPolskim zoo
| - Leszek Balcerowicz – koń - Jan Krzysztof Bielecki – ryś - Ryszard Bugaj – jeż - George H.W. Bush – indyk - Wiesław Chrzanowski – łoś - Włodzimierz Cimoszewicz – szakal - Bill Clinton – bizon amerykański - Andrzej Drzycimski – szop pracz - Bronisław Geremek – kozioł - Maciej Giertych – nosorożec - József Antall – antalop - Aleksander Hall – kumak - Václav Havel – świstak alpejski - Maciej Jankowski – żubr - Gabriel Janowski – motyl - Wojciech Jaruzelski – gawron - Borys Jelcyn – niedźwiedź polarny - Marek Jurek – szczur - Jarosław i Lech Kaczyńscy – chomiki - Helmut Kohl – mors - Piotr Kołodziejczyk – pingwin - Janusz Korwin-Mikke – mucha - Krzysztof Król – mysikrólik - Jacek Kuroń – hipopotam - Aleksander Kwaśniewski – dzik - Antoni Macierewicz – wyżeł | - John Major – jednorożec - Tadeusz Mazowiecki – żółw - Adam Michnik – lis - Andrzej Milczanowski – ogar - Leszek Miller – pająk - Alfred Miodowicz – truteń - François Mitterrand – kogut - Leszek Moczulski – krogulec - Stefan Niesiołowski – nietoperz - Andrzej Olechowski – kangur - Józef Oleksy – dinozaur - Jan Olszewski – koala - Janusz Onyszkiewicz – tygrys - Jan Parys – pancernik - Waldemar Pawlak – byk - Janusz Rewiński – goryl - Jan Rokita – koziorożec - Ewa Spychalska – łasica - Andrzej Stelmachowski – suseł - Krzysztof Skubiszewski – bóbr - Hanna Suchocka – lama - Donald Tusk – Kaczor Donald - Stanisław Tymiński – kondor - Danuta Wałęsa – mysz - Lech Wałęsa – lew - Wiesława Ziółkowska – dudek |

Stojący nieodłącznie przy lwim tronie, Andrzej Zaorski i Jerzy Kryszak reprezentowali odpowiednio: prezydenckiego kapelana ks. Franciszka Cybulę oraz szefa gabinetu prezydenta Mieczysława Wachowskiego. Parodiowali też inne postacie: Leszka Bubla, Andrzeja Leppera, Barbarę Labudę, Jana Piątkowskiego, Ryszarda Kuklińskiego, Anastazję Potocką, Hannę Gucwińską, Feliksa Dzierżyńskiego, Janusza Zaorskiego, Madonnę, Stańczyka, Karola Marksa, Jerzego Koniecznego oraz Stanisławę Gierek. W szopce noworocznej 1991/1992 pojawił się też Marian Opania w roli Mieczysława Rakowskiego. Innym wyjątkiem był Stanisław Kociołek, który w programie pojawił się jako mówiący kociołek.
Kukiełki zwierząt z „Polskiego zoo” zostały wykorzystane w szopce noworocznej Marcina Wolskiego i Marka Majewskiego z 1997. Do grona wyobrażonych przez nie polityków dołączyli:
- Maciej Płażyński – płaz
- Wiesław Walendziak – waleń
- Jerzy Buzek – kobuz
- Marian Krzaklewski – rosomak.

W jednym ze specjalnych odcinków, jako zwierzęta pojawili się prowadzący: Jerzy Kryszak – chart i Andrzej Zaorski – zając.
W 2005 wydano komiks zatytułowany Zoomiks Golden Fisza, przedstawiający perypetie mieszkańców zoo podczas wyborów.

## Twórcy i obsada
Teksty: Marcin Wolski
Muzyka: Włodzimierz Korcz
Scenografia:
- Tatiana Kwiatkowska
- Jerzy Rudzki

Kamera:
- Waldemar Bala
- Norbert Maleszewski
- Jacek Zygadło

Dźwięk: Teresa Krzyżanowska
Nagrania radiowe:
- Tadeusz Mieczkowski
- Roman Rutyna

Redaktor nagrania: Alicja Goździecka
Światło:
- Ewa Zaorska
- Bartłomiej Czerwiński

Projekty lalek: Jacek Frankowski
Wykonanie lalek:
- Małgorzata Drazikowska
- Ewa Kuliczkowska
- Ewa Sołtysiak
- Andrzej Grygołowicz

Głosu postaciom użyczyli:
- Jolanta Zykun – Mysz
- Adam Ferency – Nosorożec
- Tomasz Kozłowicz - Byk
- Jerzy Kryszak – Bóbr, Gawron, Lis[1]
- Cezary Morawski – Dzik[1]
- Włodzimierz Nowakowski
- Waldemar Ochnia – Szakal, Lis[1], Goryl
- Marian Opania – Truteń, Hipopotam
- Piotr Pręgowski – Ryś
- Tadeusz Ross – Mucha, Koń
- Andrzej Zaorski – Lew, Dzik[1]
- Grzegorz Wons – Nietoperz
- Artur Barciś – Szczur
- Wiktor Zborowski – Żubr
- Bartosz Opania - Kondor

Animatorzy lalek:
- Ewa Leydo
- Anna Porusiło
- Kinga Rynkiewicz-Kudełka
- Krystyna Żuchowska
- Marek Chodaczyński
- Jaromir Chomicz
- Wojciech Słupiński

Konsultacja animacyjna: Marek Chodaczyński
„Okrasa wokalna”:
- Alicja Majewska
- Anna Pietrzak
- Ryszard Rynkowski (od odcinka 8)
- Andrzej Zaucha
- Zbigniew Wodecki

Muzycy:
- Czesław Majewski – fortepian (odcinek 6)
- Dariusz Macioch – puzon (odcinek 6)

Asystent scenografa: Magdalena Michalska
Asystent reżysera: Beata Habiera
Charakteryzacja:
- Marzena Król
- Kaja Leszczyńska

Montaż: Marek Król
Kierownictwo produkcji: Krystyna Bystrosz
Reżyseria:
- Jerzy Kryszak
- Andrzej Zaorski